# Le Valléen
Le Valléen is een gondelbaan in de Franse gemeente Saint-Gervais-les-Bains in het departement Haute-Savoie. De gondelbaan werd in 2024 gebouwd door de firma Poma en verbindt de lagergelegen wijk Le Fayet (580 meter boven zeeniveau), de locatie van het treinstation Saint-Gervais-les-Bains-Le Fayet, met het station Le Châtelet in de hogergelegen wijk Le Neyret (805 m). Over een afstand van 1,7 kilometer overbrugt Le Valléen een hoogteverschil van 225 meter, wat de gondelbaan op 5 minuten aflegt. Ze kan tot 1200 reizigers per uur vervoeren.

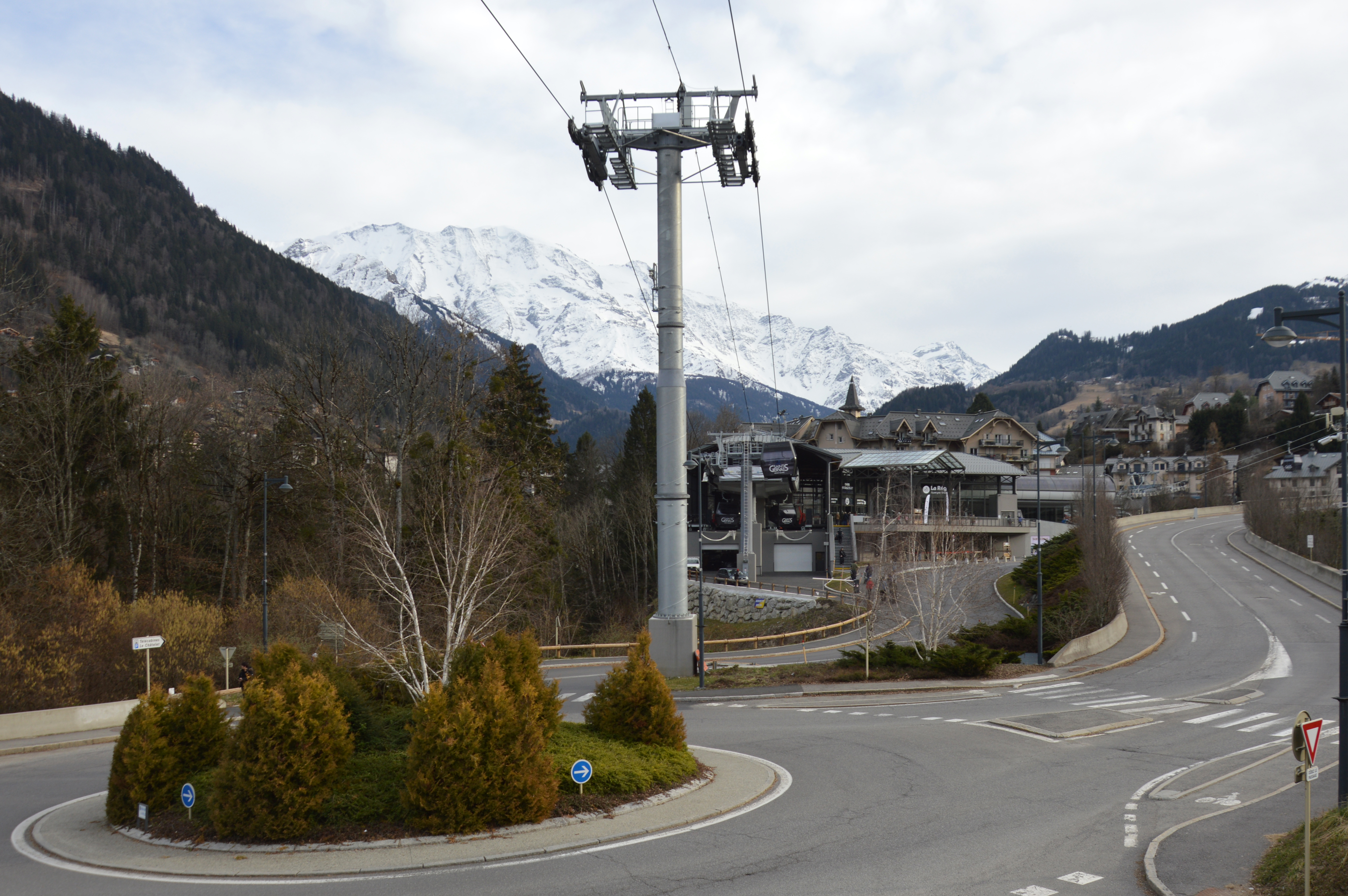
Aankomst in Le Châtelet, waar reizigers kunnen overstappen op L'Alpin.

Le Valléen is het hele jaar operationeel. De gondelbaan werd gebouwd zowel om bewoners en bezoekers tussen de twee stadsdelen te vervoeren, als een vorm van openbaar vervoer, als om wintersporttoeristen toegang te bieden vanuit de vallei naar het skigebied van Saint-Gervais-les-Bains. In Le Neyret kunnen zij overstappen op de eveneens in 2024 opgeleverde gondelbaan L'Alpin, die hen 600 meter hoger vervoert, naar de front de neige in Le Bettex. Het autoverkeer en de parkeerdruk in het stadscentrum zouden hierdoor moeten afnemen. Het project zou bijdragen aan een daling van de CO2-emissies in het gebied van 12 à 15 procent.